# Sibovia
Sibovia es un género de chicharritas de la familia Cicadellidae nativas de América, desde el centro de Argentina hasta el este de Canadá. Hay al menos 30 especies descritas en Sibovia.

## Especies
- Sibovia sagata en ArgentinaSibovia taeniatifrons en EcuadorSibovia aprica (Melichar, 1926)

- Sibovia carahua Young, 1977
- Sibovia chanchama Young, 1977
- Sibovia civilis (Fowler, 1900)
- Sibovia composita (Fowler, 1900)
- Sibovia compta Fowler, 1900
- Sibovia conferta (Melichar, 1926)

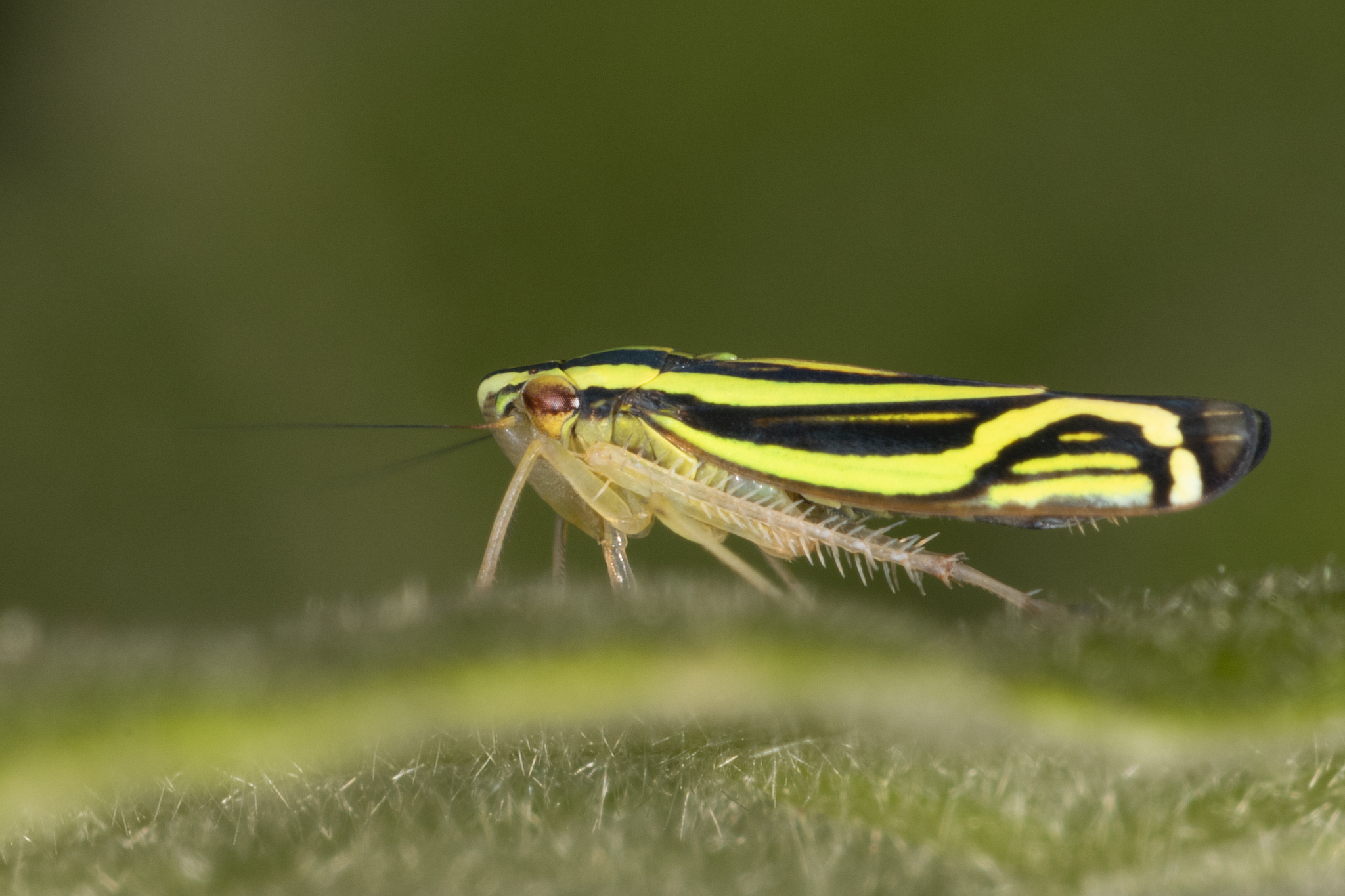
Sibovia sagata en Argentina

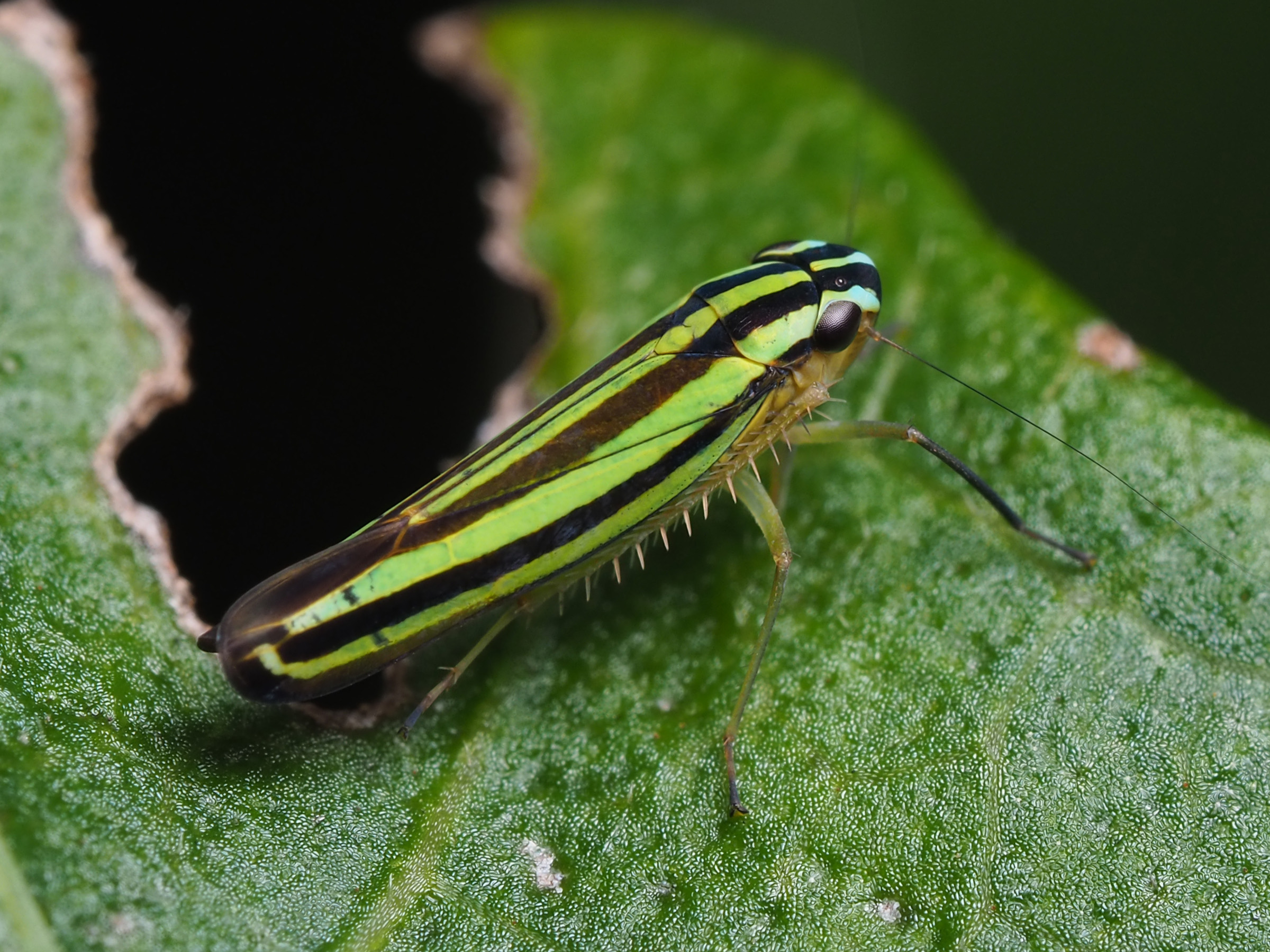
Sibovia taeniatifrons en Ecuador

- Sibovia conjuncta (Melichar, 1926)
- Sibovia corona Nielson & Godoy, 1995
- Sibovia festana Young, 1977
- Sibovia huasima Young, 1977
- Sibovia improvisula Young, 1977
- Sibovia inexpectata (Metcalf & Bruner, 1936)
- Sibovia infula (Melichar, 1926)
- Sibovia mesolinea (DeLong & Currie, 1959)
- Sibovia nielsoni Young, 1977
- Sibovia occaminis Young, 1977
- Sibovia occatoria Say, 1830
- Sibovia optabilis (Melichar, 1926)
- Sibovia picchitula Young, 1977
- Sibovia pileata (Fowler, 1900)
- Sibovia praevia (Melichar, 1926)
- Sibovia prodigiosa (Melichar, 1926)
- Sibovia recta (Fowler, 1900)
- Sibovia sagata (Signoret, 1854)
- Sibovia skeeleae Young, 1977
- Sibovia sororia (Fowler, 1900)
- Sibovia taeniatifrons (Schmidt, E., 1928)
- Sibovia tunicata (Fowler, 1900)
- Sibovia youngi Nielson & Godoy, 1995